# 사랑을 모르는 너에게
〈사랑을 모르는 너에게〉(일본어: 恋を知らない君へ 코이오시라나이키미에[*])는 NEWS의 20번째 싱글이다.

## 개요
전작 〈빛의 물방울/Touch〉로부터 약 6개월 만의 싱글이다.
타이틀 곡 〈사랑을 모르는 너에게〉는 카토 시게아키가 출연하는 닛폰 TV 계열 드라마 《시간을 달리는 소녀》의 엔딩 테마이다.

## 수록곡

### 초회 스페셜 BOX
CD·DVD
1. 초회반 CD+DVD·통상반 CD·특전 DVD

특전 DVD
1. 〈恋を知らない君へ〉 Music Clip Making

### 초회반
CD
1. 恋を知らない君へ / 사랑을 모르는 너에게
작사: 히로이즘, Hacchin' Maya / 작곡: 히로이즘 / 편곡: 히로이즘, 나카니시 료스케
  - 닛폰 TV 계열 드라마 《시간을 달리는 소녀》 엔딩 테마
2. Smile
작사·작곡·편곡: 히로이즘

DVD
1. 〈恋を知らない君へ〉 Music Clip

### 통상반
CD
1. 恋を知らない君へ / 사랑을 모르는 너에게
2. Smile
3. サマラバ / 서머 러버
작사·작곡·편곡: TAKA3
4. Distance
작사·작곡: 타케우치 카츠히코 / 편곡: 치바 준지
5. 恋を知らない君へ (オリジナル･カラオケ)